# 울진 화성리 향나무
울진 화성리 향나무는 대한민국 경상북도 울진군 죽변면 화성리에 있는 향나무이다. 대한민국의 천연기념물 제312호로 지정되어 있다.